# 平群石床神社

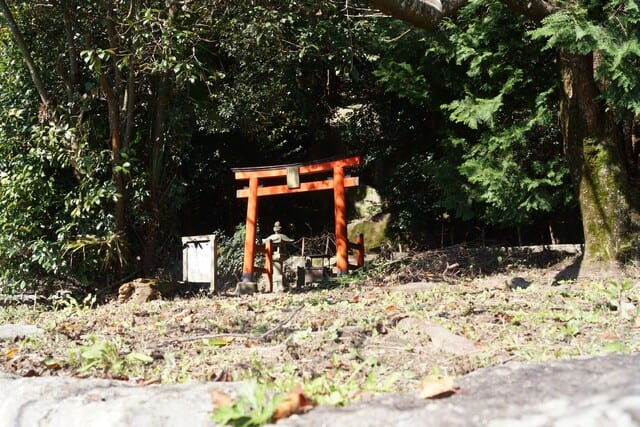
平群石床神社の旧社

平群石床神社（へぐりのいわとこじんじゃ）は、奈良県生駒郡平群町越木塚に鎮座する神社。
『延喜式』神名帳に、大社に列せられる式内社であるとともに、朝廷の月次祭・新嘗祭では幣帛に預かる旨が定められている。旧社格は、村社。

## 概要
平群町越木塚の集落下方の断崖に高さ約6メートル、横幅約10メートルの巨石が残されており、古来よりこの磐座を御神体として祀られ続けてきた。数段の石段と一基の石燈籠、木造の鳥居があるのみで、元から、この神社には、社殿も拝殿もない。
巨石は、女性器に似た形をしており陰石ともいわれている。
祭神は、劔刃石床別命（けんじんいわとこわけのみこと）であるが、饒速日命との説もある。。
清和天皇の「貞観元年正月二十七日甲申京幾七道諸神進階及新叙惣二百六十七社」の一社にあげられ、「平群石床神従五位上」を授けられている。
なお、大正時代に境外摂社(明治44年に合併された素戔嗚神社)所在地に（旧境内はそのまま）、本殿と拝殿を設けた（旧社から徒歩4分：道幅が狭い）。
左右の摂社は、太玉命（向かって左側）と素戔嗚命（向かって右側）を祀っていると伝わる。また、神篭石(かみごおりいし)と呼ばれる御神体がある。
陽石が祀られている船山神社が向かいの山に鎮座しており、「西の石床神社、東の船山神社」と対になって称されることもある。
境内社に消渇神社（しょうかちじんじゃ）があり、祭神は産土神である正勝（まさかつ）の神であるが、古来より合併された素戔嗚神社の末社であった。江戸時代には、社名から女性の病気や性病に効果があるとして、京都祇園からの参拝者もあり、参道に茶店が出るほど賑わったという。願掛けには、境内階段下の屋形で土の団子を十二個つくり、これを供えて祈願し、願いが叶うとお礼に米の団子を十二個お供えするという風習が現在も、続いている。
消渇神社の左上丘陵に、七社神社（祭神は七社大明神）がある。
なお、神社へ行くまでの参道の右側に、消渇神社・御神水(ごしんすい)がある。